# Ratusz w Zakliczynie
Ratusz w Zakliczynie – ratusz zakliczyński mieści się pośrodku rynku. Został wybudowany na początku XIX wieku. 

## Opis
Jest to budynek murowany na planie prostokąta. Reprezentuje architekturę klasycystyczną z elementem neogotyckim (portyk przy wejściu). Częściowo jest podpiwniczony. Posiada pomieszczenia w trzech osiach. Środkową z nich obejmuje przestronna sień. Posiada galerię wsuniętą we wschodnią ścianę szczytową oraz wieżyczkę z zegarem. Dach ratusza jest czterospadowy.

## Historia
Do 1934 roku ratusz był siedzibą władz miejskich. Podczas II wojny światowej umieszczono w nim magazyn broni. Po wojnie światowej był wykorzystywany na siedzibę władz lokalnych. Mieściły się w nim sklep i działał ośrodek kultury. Do 1997 roku w jedno z pomieszczeń było siedzibą Ochotniczej Straży Pożarnej. W marcu 2020 roku miał miejsce pożar poddasza, które od 1999 roku użytkuje Zakliczyńskie Centrum kultury. W wyniku akcji został uszkodzony dach. 
Oprócz Centrum Kultury w ratuszu znajduje się sala widowiskowa i restauracja.

## Galeria

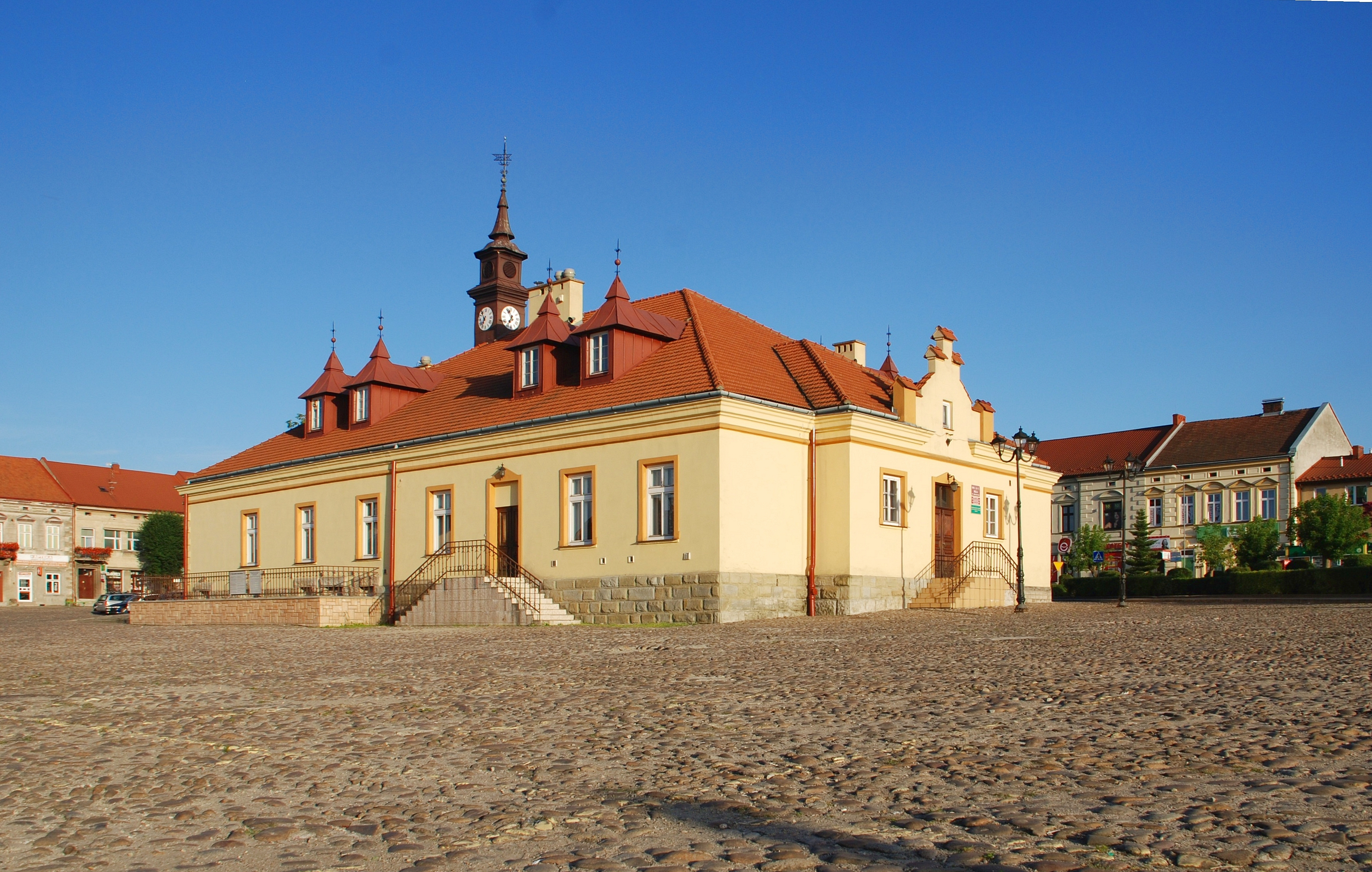
Elewacja południowa i zachodnia
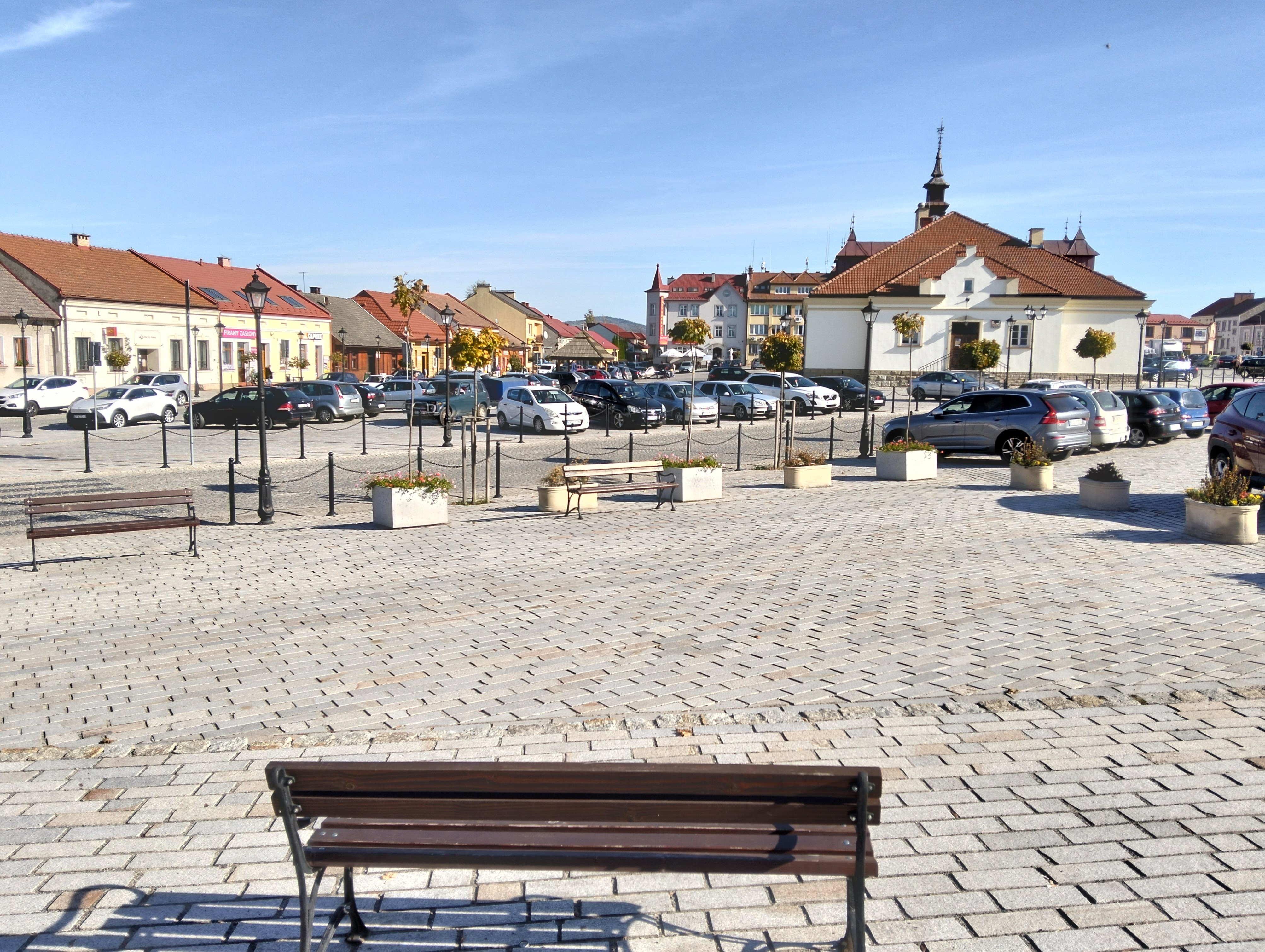
Rynek z ratuszem w środku